# 井上あずみ
井上 あずみ（いのうえ あずみ、1965年2月10日 - ）は、日本の女性歌手。石川県出身。有限会社ドレミ所属。娘は歌手の今尾侑夕（旧名義、ゆーゆ）。代表作は、宮崎駿監督およびスタジオジブリ制作のアニメーション映画『天空の城ラピュタ』『となりのトトロ』の主題歌など。長年開催している「ファミリーコンサート」などを通じ、老若男女問わず幅広い世代から支持を集めている。

## 略歴
高校卒業後の1983年、シングル「STAR STORM」を出し、アイドル歌手としてデビュー。当時の芸名は、井上杏美（読みは同じ。金沢市出身の作家・室生犀星の小説「杏っ子」から命名。「主人公・杏子のように強く美しくあれ、との思いが込められている）。佐川急便グループのレコード会社リバスター音産の第1号所属歌手であった。
1986年、宮崎駿監督のアニメ映画『天空の城ラピュタ』の主題歌「君をのせて」に抜擢され、澄み切った歌声と確かな歌唱力で一躍注目を集めた。同作の完成試写会でエンドロールの自分の名前（井上杏美）を見て、「本作を観てくれる子どもでも読めるようにしたい」との思いから、公開後に井上あずみに改名。
1988年、宮崎の次作である『となりのトトロ』ではエンディングテーマ「となりのトトロ」およびオープニングテーマ「さんぽ」を歌唱。また、翌作の『魔女の宅急便』ではイメージソング「めぐる季節」、「何かをさがして」、「想い出がかけぬけてゆく」、「魔法のぬくもり」、「わたしのこころ」の5曲を歌唱する。
1990年、出身地石川県にて開局のテレビ金沢のイメージソング「てのひらに風の色」を歌い、同局制作のローカル番組や局CMにも出演。1992年、PCエンジンのゲーム『天外魔境II 卍MARU』では声優に挑戦、ヒロイン「絹」役を演じた。
これまでの実績があっても歌手一本では生活が厳しくアルバイトを併行して勤しんでいたが、1993年より『井上あずみファミリーコンサート』と銘打った主に子ども向けのファミリーコンサートを開始し歌手専業となる（以後、「ファミリーコンサート」を約30年以上に渡って開催している。2025年現在）。また、ジブリの歌を中心に後には海外で欧州各国や中国大陸も周った。
2003年、ロックバンドJanne Da Arcのアルバム『ANOTHER STORY』に収録されている「1/5の音箱」、「少女と氷の女王」の2曲にコーラスとして参加。
2006年、シングル『BELIEVE』をリリース。同年、『NHKみんなのうた』8月・9月の歌「しあわせのうた〜風とおさんぽ〜」を歌唱。映像ははせがわゆうじ、作詞・作曲は勝誠二。また、同年11月22日に発売されたSound Horizonのアルバム『Roman』及びコンサートツアー「Roman 〜僕達が繋がる物語〜」にボーカリストとして参加。
2007年、『NHKみんなのうた』4月からタイトルコールを担当。『フラカッパー』主題歌を含むアルバム、DVD発売。アルバム『出会いと旅立ちの歌』リリース。村上隆プロデュースのアニメーション『kaikai kiki』テーマソングを歌唱。同年10月、2008年3月に閉館した東京都町田市のプラネタリウムスターホールまちだにおいて、閉館前のイベントでミニコンサートを行った。
2008年、デビュー25周年記念ツアー「スタジオジブリ作品名曲コンサート」を開催。『NHKみんなのうた』テーマ曲「ハーモニー」などを収録したミニアルバム『Harmony』をリリース。
2009年、世界名作劇場第26作『こんにちはアン』オープニングテーマ曲「ヒカリの種」、エンディングテーマ曲「やったね♪マーチ」を歌唱。同年、Sound Horizonライブコンサート「Moira 〜其れでも、お征きなさい仔等よ〜」追加公演に代役のゲストとして出演。『NHKみんなのうた』10・11月の歌「ななかまどの秋」を歌唱。
2010年、6月19日に東京・国立代々木競技場第一体育館で行われたSound Horizonのライブ「国王生誕祭 休日スペシャル2010」に参加。同年12月15日に発売されたSound Horizonのアルバム『Märchen』にも参加し、コンサートツアー「Märchen 〜キミが今笑っている、眩いその時代に…〜」にも出演。
2011年、「Sound Horizon Live Tour 2011 第一次領土復興遠征」の全19公演のうち7公演に出演。同年11月11日には東京・五反田のゆうぽうとで開催された「第38回日本歌手協会歌謡祭」に、クミコ・女優の倍賞千恵子らと共に出演。11月26日には石川県金沢市の高尾台中学校で創立30周年記念式典講演会でミニコンサートを開催。
2023年8月26日、「井上あずみ40周年記念コンサート」のリハーサル中に頭痛を訴え昏倒、救急搬送されて検査の結果脳出血と診断され、緊急手術を受けることになった。リハビリを経て、2024年11月16日、神奈川・川崎市の洗足学園前田ホールで行われた「アニソン文化祭2024～みんな集まれ！わたしは元気♪」の総合司会を車いすで務め、ステージに復帰した。2025年7月の時点では、自分では「まだ歌手としては復帰できてない」という認識だとして、「『君をのせて』をしっかり歌えて初めて『復帰』という言葉を使いたい」と語っている。

## エピソード

### 子供時代
活版印刷業をする両親と、3姉妹（1歳下と6歳下の妹がいる）の長女として育った。生家は兼六園近くで、印刷工場が併設された木造2階建てだった。小学2年生頃、大雨で裏山の崖が崩れて土砂が流れ込んで自宅が半壊したが、その後崖はコンクリートで固められ、自宅は鉄筋コンクリートの3階建てに改築された。
家族がみんな歌好きだったことから子供の頃から歌が身近にあり、みんなで歌を口ずさんだり歌番組を見るなどしていた。小学4年生の時から金沢の児童合唱団に所属。地元ののど自慢大会に出場していた他、TBS制作の歌謡番組『家族そろって歌合戦』にも出場（母と妹たちと4人で参加し、2度優勝）したこともある。後に乙田修三歌謡研究所に門下生として在籍し、以後本気で歌手デビューを目指し始めた。
『スター誕生!』（日本テレビ系）では、小学6年生の時に『スター誕生！』に初挑戦して岩崎宏美の歌を歌ったが予選落ち。中学3年生の時に2度目の挑戦となる1978年の決戦大会に出場したが、スカウトマンのプラカードは1つも上がらなかった。この他、14歳の時にオーディション番組『君こそスターだ!』（フジテレビ系）に2回出演、『全日本歌謡選手権』（日本テレビ系）にも出演したが、いずれも不合格だった。

### 売れないアイドル時代
高校3年生当時、設立されたばかりのレコード会社（リバスター音産）がアイドルの売出しを考えていた。その候補者としてスカウトされてレコーディングに励み、高校卒業後に上京。レコード会社から充てがわれた世田谷区池尻大橋の3DKのマンションで、もう一人のデビュー候補者とスタッフとして雇われた井上の友人の3人で共同生活を送った。同レコード会社の期待の新人ということで当時の金額で1億円をかけてプロモーションが展開された。
しかし、レコードが全く売れなかったためレコード会社との契約は2年で打ち切られ、マンションも出ることになって友人も故郷に帰った。事務所を移籍して大田区に引っ越したが、その事務所もほどなくして辞めることになり、祖母にお金を借りて世田谷区のアパートに転居。フリーで芸能活動を続けるが、2時間ドラマの端役やイベントの司会などで細々とした活動に留まり、経済的に余裕のない状態が続いた。

### ジブリ映画の歌手として有名に
1986年の6月、制作会社の人から歌手として誘われたのが、長編アニメ『天空の城ラピュタ』の主題歌オーディションへの参加である。6月の終わり頃に同曲の作曲者・久石譲の事務所で作品の内容を知らされないままオーディションを受け、同作の監督・宮崎駿から「普段の歌い方でいいよ」とだけ言われ、とにかく力を抜いて前を向きひたすら真っ直ぐな気持ちで歌ったところ、見事合格した。
『ラピュタ』では何もわからず参加したため、宮崎に「次の機会があるなら最初から関わりたい」と伝えると、次の長編アニメ『となりのトトロ』の絵コンテを見せてもらえた。すると久石が作るイメージアルバム作りの手伝いをすることになり、以後昼間に喫茶店でアルバイトをしながら、夕方から久石の事務所で作業を手伝った。『トトロ』のオープニングテーマの「さんぽ」は元々杉並児童合唱団が歌う予定で、井上は練習用のデモテープに歌を吹き込む担当だったが、その音源が好評となったことから本編への採用が決まった。
『ラピュタ』も『トトロ』も公開時は興行成績が奮わなかったこともあり、歌の仕事が少し増えただけでバイト中心の生活がしばらく続いた。「このままだとまた歌えない生活に戻ってしまう」と危機感を抱いていたところ、あるプロデューサーからの提案がきっかけで「ファミリーコンサート」を開くようになった。1990年代に入るとジブリ人気の高まりもあってコンサートの反響が大きく、当初月に1～2本だったコンサートは徐々に本数が増え、2000年頃には年間80本を超えて全国を飛び回るようになった。

## 人物
血液型A型。私生活では、1999年にミュージシャンであった今尾公祐（後の芸能事務所ドレミ代表）と結婚し、2004年に第一子の長女（後の今尾侑夕）が誕生している。2012年に長女が7歳で歌手デビューすると、デビュー曲「6さいのばらーど」の好評もあり、後日開いた井上との親子コンサートが話題になった。
2008年に亡くなったロックドラマーの樋口宗孝（元LOUDNESS）とは交流があった。2023年に本人が脳出血で倒れ予断を許さない昏睡状態の中で、樋口が白龍になって現れ『こっちに来るな』と訴えかけてくれたと明かしている。
中学・高校時代は演劇部に所属し、県大会でも出演。
進路に悩んでいた高校3年生の頃は、地元の短大に進学して幼稚園の先生になることも考えていた。

## ディスコグラフィ

### シングル
| #                          | 発売日          | A/B面         | タイトル                       | 作詞           | 作曲             | 編曲                | 規格品番      |
| 井上杏美 名義              | 井上杏美 名義   | 井上杏美 名義 | 井上杏美 名義                  | 井上杏美 名義  | 井上杏美 名義    | 井上杏美 名義       | 井上杏美 名義 |
| リバスター                 | リバスター      | リバスター    | リバスター                     | リバスター     | リバスター       | リバスター          | リバスター    |
| -------------------------- | --------------- | ------------- | ------------------------------ | -------------- | ---------------- | ------------------- | ------------- |
| 1                          | 1983年 4月21日  | A面           | STAR STORM                     | 冬杜花代子     | 小松原まさし     | 大村憲司            | 7RC-0001      |
| 1                          | 1983年 4月21日  | B面           | 夢飛行                         | 大谷リエ       | 松本としあき     | チト河内            | 7RC-0001      |
| 2                          | 1983年 9月21日  | A面           | ゆうべの秘密                   | タマイチコ     | 中洲朗           | 馬飼野康二          | 7RC-0011      |
| 2                          | 1983年 9月21日  | B面           | 星空のDREAM                    | 大谷リエ       | 寺内仁実         | チト河内            | 7RC-0011      |
| 3                          | 1984年 7月21日  | A面           | 天使の誘惑'84                  | なかにし礼     | 鈴木邦彦         | 沢健一              | 7RC-0030      |
| 3                          | 1984年 7月21日  | B面           | 瞳のマジック                   | みなみらんぼう | ハラオサム       | 石原慎二            | 7RC-0030      |
| 徳間ジャパン               |                 |               |                                |                |                  |                     |               |
| 4                          | 1986年 11月25日 | A面           | 悲しみが許せない               | 大津あきら     | タケカワユキヒデ | 難波正司            | 7AGS-9        |
| 井上あずみ 名義            |                 |               |                                |                |                  |                     |               |
| 5                          | 1987年 10月25日 | A面           | となりのトトロ                 | 宮崎駿         | 久石譲           | 久石譲              | 7AGS-12       |
| 5                          | 1987年 10月25日 | B面           | 君をのせて                     | 宮崎駿         | 久石譲           | 久石譲              | 7AGS-12       |
| 6                          | 1988年 3月25日  | 01            | 君をのせて                     | 宮崎駿         | 久石譲           | 久石譲              | 10ATC-162     |
| 7                          | 1988年 3月25日  | 01            | となりのトトロ                 | 宮崎駿         | 久石譲           | 久石譲              | 10ATC-163     |
| 7                          | 1988年 3月25日  | 02            | さんぽ                         | 中川李枝子     | 久石譲           | 久石譲              | 10ATC-163     |
| 8                          | 1990年 6月25日  | 01            | めぐる季節                     | 吉元由美       | 久石譲           | 久石譲              | TKDA-30088    |
| 8                          | 1990年 6月25日  | 02            | 魔法のぬくもり                 | 麻生圭子       | 久石譲           | 久石譲              | TKDA-30088    |
| 9                          | 1992年 3月25日  | 01            | 桜、舞う                       | 松本隆         | 馬飼野康二       | 馬飼野康二 光宗信吉 | TKDA-30518    |
| Moojack・Doremi Label      |                 |               |                                |                |                  |                     |               |
| 10                         | 2002年 4月      | 01            | さがしにゆこうよ!!             | 高橋研         | 楠瀬誠志郎       | 楠瀬誠志郎          | DRMJ-0001     |
| 10                         | 2002年 4月      | 02            | 遠い日の忘れもの               | 高橋研         | 楠瀬誠志郎       | 楠瀬誠志郎          | DRMJ-0001     |
| ロックチッパーレコード     |                 |               |                                |                |                  |                     |               |
| 11                         | 2006年 2月15日  | 01            | ビリーヴ                       | 杉本竜一       | 杉本竜一         | 古寺ななえ          | OWCR-1012     |
| 11                         | 2006年 2月15日  | 02            | message                        | 千宝美         | 千宝美           | 古寺ななえ          | OWCR-1012     |
| 12                         | 2006年 9月6日   | 01            | しあわせのうた〜風とおさんぽ〜 | 勝誠二         | 勝誠二           | 勝誠二              | OWCR-2029     |
| 12                         | 2006年 9月6日   | 02            | ある晴れた日のおはなし         | 西中利之祐     | 崎谷健次郎       | 崎谷健次郎          | OWCR-2029     |
| 12                         | 2006年 9月6日   | 03            | 風の言葉                       | 崎谷健次郎     | 崎谷健次郎       | 崎谷健次郎          | OWCR-2029     |
| ティームエンタテインメント |                 |               |                                |                |                  |                     |               |
| 13                         | 2008年 5月21日  | 01            | ハロー!エムっとスマイル        | 金子政路       | 勝誠二           | 勝誠二              | KDSD-207      |
| 13                         | 2008年 5月21日  | 02            | 恋するこの星                   | 金子政路       | 寺田志保         | 寺田志保            | KDSD-207      |
| 日本コロムビア             |                 |               |                                |                |                  |                     |               |
| 14                         | 2009年 5月20日  | 01            | ヒカリの種                     | 森由里子       | 吉野ユウヤ       | 山下康介            | COCC-16249    |
| 14                         | 2009年 5月20日  | 02            | やったね♪マーチ                | 森由里子       | 新井理生         | 新井理生            | COCC-16249    |
| ユーキャン                 |                 |               |                                |                |                  |                     |               |
| 15                         | 2009年 10月14日 | 01            | ななかまどの秋                 | ホンヤミカコ   | ホンヤミカコ     | 飯田俊明            | FRCA-1208     |
| 16                         | 2014年 12月3日  | 01            | はんぶんおとな                 | 山田ひろし     | 磯貝サイモン     | 磯貝サイモン        | FRCA-1265     |
| 16                         | 2014年 12月3日  | 02            | ハレノヒ☆キラリ                | イクロー       | イクロー         | イクロー            | FRCA-1265     |
| 17                         | 2015年 11月4日  | 01            | みっつおしえて                 | 山田ひろし     | 磯貝サイモン     | 萩田光雄            | FRCA-1270     |
| 17                         | 2015年 11月4日  | 02            | サンタのおねがい               | 山田ひろし     | 磯貝サイモン     | 磯貝サイモン        | FRCA-1270     |

### アルバム

#### ベスト・アルバム
- NHKみんなのうた ベストセレクション（1992年4月25日、TKCA-30568）
- 井上あずみ コレクション（2012年12月5日、TKCA-73857）
- 井上あずみ ベスト－セレブレイション－（2013年10月9日、FRCA-1252/3）

#### カバー・アルバム
- スタジオジブリ作品名曲集 セルフカバーアルバム「君をのせて〜はるか〜」（2003年3月26日、KICS-997）
- 出会いと旅立ちの歌（2007年12月19日、FRCA-1215）
- ジブリ名曲セレクション Dear GHIBLI（2010年5月12日、FRCA-1221）

#### 企画アルバム
- すきすきキスゴン モリモリたべて!ジャカジャカあそぼう!!（2004年8月25日、BVC4-37001）[16]
- 歌でベビーマッサージ なでなで きゅ!（2005年11月23日、KICG-8271）
- ピーターラビットと森の仲間たち（2009年7月22日、OMCA-1121）
- 日本の愛唱歌集 花の街（2016年3月9日、FRCA-1271）
- 歌になった「こどもの詩」（2018年1月17日、FRCA-1287）[17]

#### 参加アルバム
- 強殖装甲ガイバー オリジナル・サウンドトラック（1986年12月21日、32ATC-139）[18]
  - 収録曲1「悲しみが許せない」（作詞：大津あきら、作曲：タケカワユキヒデ、編曲：難波正司）
  - 収録曲2「エンジェルリーフの羽根」（作詞：大津あきら、作曲・編曲：難波正司）
- 強殖装甲ガイバー イメージアルバム（1991年8月25日、TKCA-30275）
  - 収録曲「小さな祈り」（作詞：早見裕司、作曲・編曲：川村栄二）
- ヤダモン サウンド・コレクションVol.2「ファンタジー」（1992年12月21日、TKCA-30719）
  - 収録曲1「小さな魔女の子守歌」（作詞：田波靖男、作曲・編曲：馬飼野康二）
  - 収録曲2「瞳のなかの地球」（作詞：外山草、作曲・編曲：馬飼野康二）
  - 収録曲3「ティラクル・ラミカル・レルラミルー」（作詞：田波靖男、作曲・編曲：馬飼野康二）
- フォルクスリート ボーカルコレクション（2005年4月20日、KDSD-67）
  - 収録曲「大いなる作業」（作詞：霜月はるか、作曲：土屋暁、編曲：景家淳）
- その向こうの向こう側 イメージボーカルトラックス（2005年11月16日、KDSD-82）
  - 収録曲「Little Flower」（作詞：kanoko、作曲・編曲：岩垂徳行）
- フラカッパー おんがくしゅう（2007年1月25日、MJCD-20086）[19]
  - 収録曲1「アロハ! ホアロハ」（作詞：もりちよこ、作曲：谷田部勝義・山内雄喜、編曲：山内雄喜）
  - 収録曲2「フラっとするっぺ! フラカッパー」（作詞：もりちよこ、作曲・編曲：山内雄喜）
- 社歌 The Company Song（2009年1月21日、KICS-1424）
  - 収録曲「宇宙へのドア」（作詞：中尾陽子、伊藤アキラ、作曲・編曲：久石譲）
- 珠洲ノ宮 SUZUNO=MIYA Ar tonelico Ⅲ hymmnos concert side.Red（2010年1月27日）
  - 収録曲「風標」（作詞：井筒日美、作曲・編曲：伊藤賢治）

## 歌唱
- スタジオジブリ作品
  - 君をのせて - 『天空の城ラピュタ』
  - さんぽ - 『となりのトトロ』
  - となりのトトロ - 『となりのトトロ』
  - まいご - 『となりのトトロ』
  - おかあさん - 『となりのトトロ』
  - めぐる季節 - 『魔女の宅急便』
  - 何かをさがして - 『魔女の宅急便』
  - 想い出がかけぬけてゆく - 『魔女の宅急便』
  - わたしのこころ（歌：井上あずみ・MAI & YUMIKO-Chan） - 『魔女の宅急便』
  - 魔法のぬくもり - 『魔女の宅急便』
- 悲しみが許せない - 『強殖装甲ガイバー』
- 小さな魔女の子守歌 - 『ヤダモン』
- レッツ・フライ・ヤダモン - 『ヤダモン』
- 瞳の中の地球 - 『ヤダモン』
- 桜、舞う - 『NHKみんなのうた』1992年2・3月の歌
- さがしにゆこうよ!! - 『すきすきキスゴン』
- てのひらに風の色 - テレビ金沢イメージソング
- ビリーヴ - 杉本竜一作詞・作曲のカバー
- テレシーズとあるこう！ - テレビ静岡のキャラクターソング）
- しあわせのうた〜風とおさんぽ〜 - 『NHKみんなのうた』2006年8・9月の歌
- ハロー！エムッとスマイル - 三重テレビ・エムッとくんダンステーマソング
- ぴあわら ぴゅあら - 大阪市水道局・ぴゅあら体操キッズプログラム
- ハーモニー - 『NHKみんなのうた』テーマソング
- キミが大好き - ピーターラビットキャラクターソング / 2009年9月-12月 日本ケンタッキー・フライド・チキン CMソング
- ななかまどの秋 - 『NHKみんなのうた』2009年10・11月の歌
- 太陽（ヒカリ）の種 - 『こんにちは アン 〜Before Green Gables』オープニングテーマ
- やったね♪マーチ - 『こんにちは アン 〜Before Green Gables』エンディングテーマ
- はばたけ、未来へ - 2012年ぎふ清流国体大会ソング
- ZERO - Higuchi Project Team Last Collection 『FREE WORLD II』収録
- 翼を持つ者 〜Not an angel Just a dreamer〜 - 日本動画協会「アニメNEXT_100」プロジェクト公式ソング[注 5]
- 風標 - 『アルトネリコ3 世界終焉の引鉄は少女の詩が弾く』

## 出演

### テレビ番組
- すきすきキスゴン（キッズステーション）
- みんなのうたスペシャル 年代別セレクション（NHK、2011年4月） - ナレーション

### ラジオ
- 井上あずみのコーク・サウンド・シャッフル（FM石川→FMとやま、FM福井） - FM石川開局より放送開始
- NHK今日は一日みんなのうた三昧 - BSナビゲーター
- 井上あずみの子育て応援団 ままどおる倶楽部（ラジオ福島、2009年3月 - 2011年3月） - 福島県で放送されている「ままどおる」のCMソングも担当
- 井上あずみ・子どもチャンネル（FM秋田、ラジオ福島[注 6]、FM福井、FM山口、FM四国、FM長崎、FM宮崎、FM長野） - 2023年8月の病気療養による休業中は娘の今尾侑夕（ゆーゆ）がピンチヒッターを担当

## 声の出演

### ゲーム
- 天外魔境II 卍MARU - 絹 役
- 天外魔境 風雲カブキ伝 - 絹 役
- 天外魔境 真伝 - 絹 役
- 天外魔境 電脳絡繰格闘伝 - 絹 役

### アニメ
- GREY デジタル・ターゲット - リップ 役